# Strange Times (The Moody Blues)
Strange Times è il quindicesimo disco in studio del gruppo rock The Moody Blues, del 1999.
È l'ultimo disco dei Moody Blues con lo storico flautista e cantante del gruppo Ray Thomas ed il primo con il nuovo tastierista, l'italiano Danilo Madonia.

## Tracce
1. "English Sunset" (Justin Hayward) – 5:05
2. "Haunted" (Hayward) – 4:31
3. "Sooner or Later (Walkin' on Air)" (Hayward/John Lodge) – 3:49
4. "Wherever You Are" (Lodge) – 3:35
5. "Foolish Love" (Hayward) – 3:56
6. "Love Don't Come Easy" (Lodge) – 4:33
7. "All that is Real is You" (Hayward) – 3:33
8. "Strange Times" (Hayward/Lodge) – 4:29
9. "Words You Say" (Lodge) – 5:31
10. "My Little Lovely" (Ray Thomas) – 1:45
11. "Forever Now" (Lodge) – 4:37
12. "The One" (Hayward/Lodge) – 3:39
13. "Swallow" (Hayward) – 4:58
14. "Nothing Changes" (Graeme Edge) – 3:32
15. "Highway" (Bonus track edizione giapponese) –
16. "This is the Moment" (Bonus track edizione giapponese) –

## Formazione
- Justin Hayward: Chitarra, Voce
- John Lodge: Basso, Voce
- Ray Thomas: Flauto, Voce
- Graeme Edge: Batteria

- Danilo Madonia: Tastiera, Programmazioni, Arrangiamenti Orchestrali